# Galeria Militar

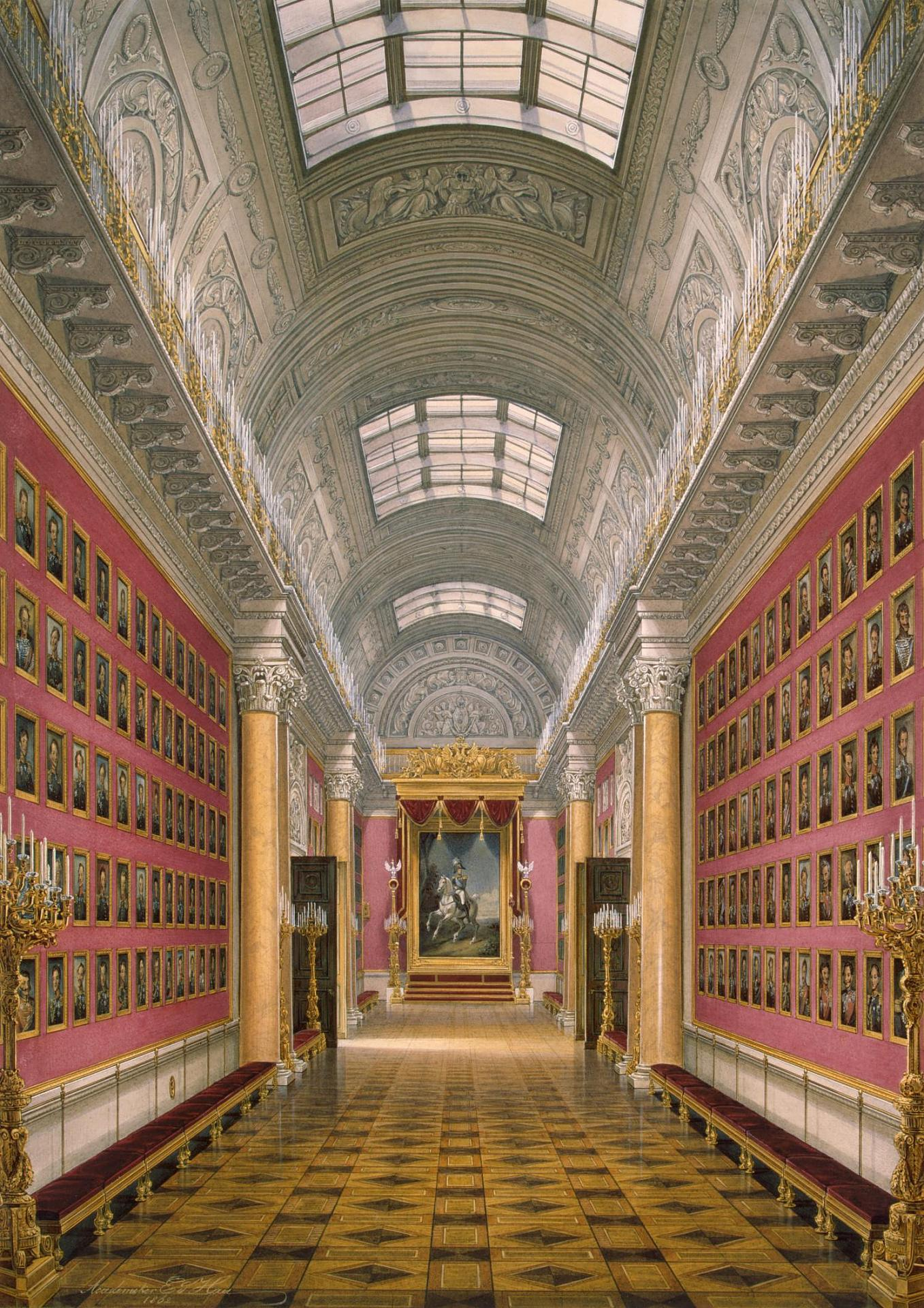
A Galeria Militar em sua forma original.

A Galeria Militar, aberta em 1826, acomoda 332 retratos de líderes militares do exército russo durante a Campanha da Rússia (1812). Localizada no Palácio de Inverno.
Um dos salões do Palácio de Windsor, dedicado à memória da Batalha de Waterloo, no qual se concentraram os retratos dos participantes da Batalha das Nações, serviu de protótipo para a galeria. Os retratos foram pintados por George Dawe e seus assistentes.
Além dos retratos da década de 1830, três grandes retratos equestres de Alexandre I da Rússia e seus aliados foram erguidos – o rei Frederico Guilherme III da Prússia e o imperador Francisco I da Áustria ou os líderes da Santa Aliança que restauraram a paz na Europa e no Antigo Regime. 
A Galeria Militar é uma conquista excepcional da arte do retrato que selou as imagens de heróis militares pouco antes da abertura da fotografia.